# Planctolpium suteri
Espèce
Planctolpium suteri est une espèce de pseudoscorpions de la famille des Hesperolpiidae.

## Distribution
Cette espèce est endémique des États-Unis. Elle se rencontre en Alabama et en Floride.

## Description
Le mâle mesure 1,85 mm et les femelles de 1,55 à 1,9 mm.

## Étymologie
Cette espèce est nommée en l'honneur de Walter R. Suter.

## Publication originale
- Muchmore, 1979 : Pseudoscorpions from Florida and the Caribbean area. 7. Floridian diplosphyronids. Florida Entomologist, vol. 62, p. 193-213 (texte intégral).